# 小畑大隅守
小畑大隅守（おばた　おおすみのかみ、生年不詳 - 天正4年（1576年）？）は戦国時代の武将。織田氏の家臣。

## 略歴
尼崎の人。『上杉文書』に「大隅守」の名が確認できる。天正4年（1576年）7月13日の毛利水軍との戦い（第一次木津川口の戦い）で討死したという。『宗及記』天正3年11月22日条には尼崎の人「小畠」が確認でき、小畑大隅守本人かその一族だと推定されている。